# Trường Đại học Sư phạm Thể dục Thể thao Hà Nội
Trường Đại học Sư phạm Thể dục Thể thao Hà Nội được nâng cấp thành trường đại học từ năm 2003, trụ sở của trường được đặt tại xã Phụng Châu, huyện Chương Mỹ, thành phố Hà Nội. Trường hoạt động theo cơ chế đại học công lập.
Với 11 bộ môn như: Điền kinh, Bóng đá, Nghiệp vụ sư phạm, Lý luận Mác - Lênin,... Nhiệm vụ chính của trường là đào tạo, bồi dưỡng chuyên môn cho những giáo viên thể dục thể thao trình độ đại học và các trình độ thấp hơn, đồng thời tổ chức nghiên cứu và ứng dụng khoa học giáo dục thể chất.

## Các bộ môn đào tạo
Hiện nay trường tổ chức đào tạo với 11 bộ môn như:
- Bộ môn Điền kinh.
- Bộ môn Thể dục.
- Bộ môn Bóng chuyền - Bóng đá - Bóng rổ.
- Bộ môn Võ - Bơi - Cờ.
- Bộ môn Bóng đá.
- Bộ môn Bóng bàn - Cầu lông - Quần vợt.
- Bộ môn Nghiệp vụ sư phạm.
- Bộ môn Lý luận Mác - Lênin.
- Bộ môn Ngoại ngữ.
- Bộ môn Y sinh.
- Bộ môn Toán Tin.
- Ngành Huấn Luyện Thể Thao.
- Ngành Giáo Dục Quốc Phòng -An Ninh.